# KSPN (AM)
KSPN es una emisora de radio afiliada a ESPN Radio situada en Los Ángeles, California, que emite en 710 kHz AM para el Gran Los Ángeles.

## Historia
KSPN inició originalmente en el AM 1110, en diciembre de 2000, después de que ABC comprara la antigua KRLA-AM (hoy KDIS) de Infinity Broadcasting, debido a los límites de propiedad. Sin embargo, el 1 de enero de 2003, ABC cambió las afiliaciones de sus estaciones de radio (AM 1110 y 710), pasando a transmitirse Radio Disney en el AM 1110 e ESPN Radio en el AM 710.
AM 710 comenzó con el indicativo KRLO el 19 de febrero de 1927, fuera de Beverly Hills. En realidad, la difusión comenzó en el AM 1170, y después pasó al AM 710, cuando fue vendido a nuevos propietarios en noviembre de 1929, cambiando el indicativo a KEJK. En marzo de 1930, tomó las letras de KMPC (bajo la propiedad de MacMillan Petroleum Company) y se mantienen durante casi 70 años. George A. Richards de Detroit adquirió la estación de entonces, y KMPC pasó a formar parte de la Goodwill Station group que incluyeron a WJR en Detroit, Michigan y WGAR en Cleveland, Ohio, ambos también propiedad de Richards.
Pronto KMPC se convertiría en la estación de radio adecuada del Sur de California para la programación de deportes, ya que transmitió la Liga de béisbol de la Costa del Pacífico, los partidos del equipo Los Angeles Rams (hoy St. Louis Rams) y eventos deportivos de la UCLA. El legendario Cantante y actor Gene Autry compró KMPC en 1952, y años más tarde, la frecuencia 710 se convirtió en el hogar de los Angels baseball (con excepción de a fines de los 1990).
Durante 1958 y 1959, también fue la estación principal de la red de radio de Los Angeles Dodgers. A lo largo de la década de 1950 y la mayor parte de la década de 1960, KMPC reprodujo el formato de música Middle of the road, mejor descrito como una combinación de normas más antiguas y rock suave. KMPC más tarde adoptó un formato de estándares que contó con el formato de música Big band. Durante este tiempo, el legendario Robert W. Morgan comenzó un largo período como anfitrión mañana y KMPC transmitió un programa de charla deportiva cotidiana organizada por Scott St. James, quien se convirtió en un actor de Serial televisivo. 
A principios de la década de 1980, KMPC cambia al denominado "Talk radio" y despidieron a sus DJs. Whittinghill, Owens, Johnny Magnus y Pete Smith fueron a KPRZ. Unos años más tarde, KMPC regresa a su formato anterior.
En 1992, se KMPC convirtió en una de las primeras estaciones de deportes (las 24 horas) en la Costa Oeste de los Estados Unidos. Jim Lampley y Todd Christensen fueron coanfitriones de un programa, Joe McDonnell y Doug Krikorian iniciaron su carrera como dúo popular local (McDonnell-Douglas) y Jim Healy, una de las voces más famosas de LA historia de los deportes, regresó después de algunos años en KLAC. Otros presentadores incluyeron a Brian Golden y Paola Boivin, Chris Roberts y Jack Snow, Fred Wallin y Tony Femino. Sin embargo, en 1994, la estación fue vendida a ABC, cambiando al género "General talk", como el de KABC (AM). Los anfitriones, como Tom Leykis y Stephanie Miller encabezaron este nuevo formato. La estación evolucionó después hacia un formato "talk" de mujeres titulada The Zone (la zona), con el indicativo KTZN, que contó con anfitriones de interés para las mujeres, como Miller, Merrill Markoe, Kevin A . Ross y Joe Crummey. (En la actualidad, el indicativo se usa en otra estación afiliada en ESPN Radio en Anchorage, Alaska)
El formato no estaba dando resultados y en 1997, pasó a ser una estación afiliada a Radio Disney, cambiando el indicativo a KDIS en el año 1998.
Rl 1 de enero de 2003, KDIS, pasó a transmitir la programación de ESPN Radio, que se transmitía en el AM 1110 y cambió el indicativo a KSPN. 
En junio de 2006, KSPN adoptó el lema "Experience sports" (Experiencia deportiva).